# マエダ (食品会社)
株式会社マエダは愛媛県宇和島市を本社に置く食品加工会社である。

## 概要
- 前田和作商店を前身に1927年創業[2]、1961年1月に設立、1991年にマエダに社名変更した。
- だんご粉・もち粉などの穀粉・きな粉・餡子・餅・ご飯の素を中心に作っている。代表商品は「ドライあんこ」でロングセラーでもある。麺類を新たなる商品として16種類を穀物で作った「十六穀めん」がある。
- インターネット通販ショップ「和作屋」がある。
- 本社の敷地内にお稲荷さんがあり、社員が毎朝清掃をしている。